# 裕廊镇大会堂路
裕廊镇大会堂路（英語：Jurong Town Hall Road），位於新加坡裕廊东，是連接泛岛高速公路（Pan Island Expressway）和西海岸路（West Coast Road）的道路。裕廊镇大会堂路建於1960年，道路名稱源自位於該處的裕廊镇大会堂。